# Bactromyia crassiseta
Bactromyia crassiseta là một loài ruồi trong họ Tachinidae.